# 夏明耀
夏明耀，北京大学信息科学技术学院教授，主要从事计算电磁学与应用、雷达目标成像与识别等方面的研究工作。入选中华人民共和国教育部2009年度"长江学者"特聘教授，中国国家杰出青年基金获得者。